# 공주 갑사 팔상전
갑사팔상전(甲寺八相殿)은 충청남도 공주시 계룡면, 갑사에 있는 조선시대의 건축물이다. 1984년 5월 17일 충청남도의 문화재자료 제54호로 지정되었다.
팔상전은 석가모니불과 팔상탱화, 그리고 신중탱화를 모시고 있으며 지붕 처마를 받치기 위해 장식하여 만든 공포가 기둥 위와 기둥 사이에도 있는 다포 양식으로 꾸며 격식을 갖춘전각이다.
팔상탱화는 석가여래의 일대기를 8부분으로 나누어 그린 불화이며,
팔상도(八相圖)는
- 도솔래의상(兜率來儀相) : 석가모니가 도솔천에서 마야부인의 태중으로 내려오는 장면
- 비람강생상(毘藍降生相) : 룸비니 동산에서 태어나는 장면,
- 사문유관상(四門遊觀相) : 싯달타 태자가 동서남북 각각의 성문 밖으로 나가서 세상을 두루 살펴 보는 장면
- 유성출가상(逾城出家相) : 태자의 신분을 버리고 성을 뛰어 넘어 출가자로서의 삶을 시작하는 장면
- 설산수도상(雪山修道相) : 깨달음을 성취하기 위해서 고행 정진하는 장면
- 수하항마상(樹下降魔相) : 나무 아래서 선정을 닦으며 마왕을 굴복시키는 장면
- 녹원전법상(鹿苑轉法相) : 깨달음을 성취한 뒤 녹야원에서 설법을 펴는 장면
- 쌍림열반상(雙林涅槃相) : 사라 쌍수 아래서 입적하는 장면으로 나뉘어 진다.

## 같이 보기
- 갑사

## 참고 자료
- 갑사팔상전 - 국가유산청 국가유산포털